# La Maison blanche, la nuit
La Maison blanche, la nuit est une huile sur toile de Vincent van Gogh, conservé avec d'autres œuvres de l'artiste, au musée de l'Ermitage de Saint-Pétersbourg.
Ce tableau est composé à Auvers-sur-Oise le 16 juin 1890 à huit heures du soir, six semaines avant la mort de l'artiste. Cette heure exacte est déterminée grâce à la position de la planète Vénus. En effet des astronomes américains considèrent que l'étoile représentée sur le tableau est la planète Vénus. C'était l'objet le plus brillant dans le ciel en ce mois de juin 1890.
Cette toile, faisait partie de la collection Otto Krebs, considérée comme perdue depuis la Seconde Guerre mondiale. Elle est présentée au public en 1995 à l'Ermitage mais certains experts estiment que le tableau est une copie. Le tableau n'est plus référencé sur le site web du musée.